# Renato Sáinz
Renato Sáinz (* 14. Dezember 1899 in La Paz; † 28. Dezember 1982) war ein bolivianischer Fußballspieler auf der Position eines Mittelfeldspielers. Er war zuletzt für den Hauptstadtverein Club The Strongest und die bolivianische Fußballnationalmannschaft aktiv.

## Karriere

### Verein
Seine Vereinskarriere verbrachte Sáinz in seiner bolivianischen Heimat. Er stand in den Jahren 1926 bis 1930 im Kader des Club The Strongest aus der Hauptstadt La Paz. Hier wurde er 1930 Meister in der noch semiprofessionellen und regional ausgetragenen Meisterschaft von La Paz. Weitere Informationen zu seiner Karriere geben die Quellen, wie zu vielen Spielern aus dieser Zeit, jedoch nicht her.

### Nationalmannschaft
Mit der Nationalmannschaft Boliviens nahm er am Campeonato Sudamericano 1926 teil, wo er zusammen mit Jorge Soto und Jorge Luis Valderrama das Mittelfeld der Bolivianer bildete. Sáinz kam dabei in allen Partien, gegen die Auswahlen von Chile (1:7), Paraguay (1:6) und Uruguay (0:6), zum Einsatz. Auch in das Aufgebot zum Campeonato Sudamericano 1927 ein Jahr später wurde er berufen. Sáinz absolvierte hier jedoch lediglich das Auftaktspiel gegen Argentinien (1:7). Trainer Jorge Luis Valderrama ersetzte ihn in den Spielen Uruguay (0:9) und Peru (2:3) durch José Toro. Zusammen mit Eduardo Reyes Ortíz wurde Sáinz von Nationaltrainer Ulises Saucedo als Spieler vom Club The Strongest zur Fußball-Weltmeisterschaft 1930 in Uruguay berufen. Hier kam er jedoch nur im zweiten Spiel gegen Brasilien (0:4) zum Einsatz.